# فولغوري فالتشانو
نادي فولغوري فالتشانو الرياضي لكرة القدم (بالإيطالية: Società Sportiva Folgore Falciano Calcio)‏ نادي كرة قدم من سان مارينو يلعب في دوري سان مارينو. تم تأسيس النادي في عام 1972.

## روابط خارجية
- S.S. Folgore Falciano Calcio